# رودريغو سوزا
رودريغو سوزا (بالبرتغالية: Rodrigo Souza‏) (27 أكتوبر 1987 في البرازيل - ) هو لاعب كرة قدم برازيلي في مركز الوسط. لعب مع نادي كروزيرو ونادي كريسيوما وDuque de Caxias Futebol Clube ‏ وCan Tho FC ‏ ونادي مادوريرا ونادي سامبايو كوريا ونادي أمريكا ونادي بينابولينيزي ونادي بوا إيسبورت.

## روابط خارجية
- رودريغو سوزا على موقع قاعدة بيانات كرة القدم.إي يو (الإنجليزية)
- رودريغو سوزا على موقع Soccerway.com (الإنجليزية)
- رودريغو سوزا على موقع عالم كرة القدم.نت (الإنجليزية)